# Takayuki Nakahara
Takayuki Nakahara (jap. 中原 貴之 Nakahara Takayuki; ur. 18 listopada 1984) – japoński piłkarz występujący na pozycji napastnika. Obecnie występuje w Avispa Fukuoka.

## Kariera klubowa
Od 2003 roku występował w klubach Vegalta Sendai, Albirex Niigata i Avispa Fukuoka.